# ハプログループF (Y染色体)
ハプログループF (Y染色体)（ハプログループF (Yせんしょくたい)、英: Haplogroup F (Y-DNA)）とは分子人類学において人類の父系を示すY染色体ハプログループ（型集団）の分類で、ハプログループCFの子系統で、「L132.1, M89, M213/P137/Page38, M235/Page80, P14, P133, P134, P135, P136, P138, P139, P140, P141,P142, P145, P146, P148, P149, P151, P157, P158, P159, P160, P161, P163, P166, P187, P316」の変異によって定義されるグループである。48,000 (45,000-55,700)年前に誕生したと考えられる。G、H、I、J
、Kの祖先にあたる。

## 下位系統
系統はKrahn & FTDNA 2013より
- F
  - F*
  - F-P91
  - F-M427
  - F-P96 
    - F-L280

  - G
  - H
  - IJK 
    - IJ
      - I
      - J

    - K